# Mercuri (mitologia)

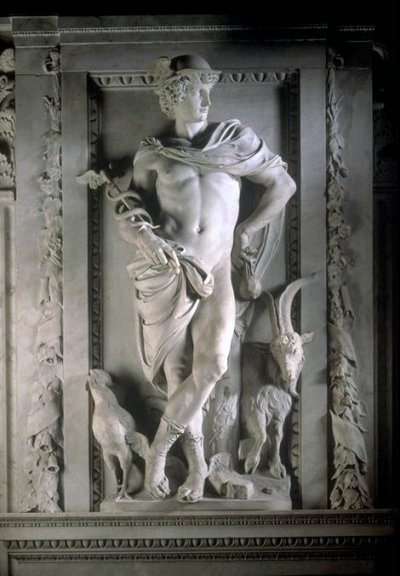
Una escultura del déu romà Mercuri, de l'artista flamenc Artus Quellinus.

Mercuri (en llatí Mercurius), déu de la mitologia romana, era missatger dels déus, protector del comerç i fill de Júpiter i Maia Maiestas. Era un déu important dels negocis, els beneficis i el comerç. El seu nom està relacionat amb Merx-rcis: mercaderia, article, gènere.
Segons la interpretatio romana, mitjançant la qual els cultes locals dels pobles conquerits es veien com a variants locals de la pròpia religió, Mercuri va ser identificat amb diversos déus germànics, entre ells Lugus i altres divinitats missatgeres.
Mercuri no apareixia a la primera mitologia romana, sinó que va sorgir després, assimilat a l'Hermes grec (aproximadament al segle iv aC). La seva popularitat, però, el va convertir ben aviat en una de les divinitats principals del panteó, com proven els nombrosos llocs de culte conservats i el festival Mercuralia en honor seu.

## Orígens
Mercuri no era un dels primitius déus romans relacionats amb els misteris de la natura, numen, ni era una de les deïtats tutelars que G.Wisowa va anomenar dii indigetes. Era un dels Dei Lucrii esmentats per Arnobi el vell, resultat del sincretisme amb la religió grega que va començar cap al segle iv aC i es va consolidar durant el temps de la República Romana. Des del començament, Mercuri va conservar en essència, les mateixes característiques que el déu grec Hermes: Se'l representava amb sandàlies alades (talaria) i un barret també amb ales (petasos), duia el caduceus, un bastó fet de branca d'olivera, en què hi havia dues serps enroscades i que havia estat un regal del déu Apol·lo.
Sovint anava acompanyat d'un gall, anunciador del nou dia, una cabra que representava la fertilitat i una tortuga en referència a la llegenda que el feia autor de la invenció d'una lira amb la closca d'un d'aquests animals.
Igual que Hermes, era el déu dels missatges, l'eloqüència i el comerç, especialment el comerç de cereals. També era considerat un déu portador d'abundància, de l'èxit en els negocis, sobretot a la Gàlia on era molt reverenciat. A més, se li atribuïa ser un guia per les ànimes dels difunts quan abandonaven el món dels vius i anaven al més enllà. En un relat d'Ovidi, apareix Mercuri encarregat de transportar els somnis de Morfeu des de la vall de Somnus cap als humans que dormen.

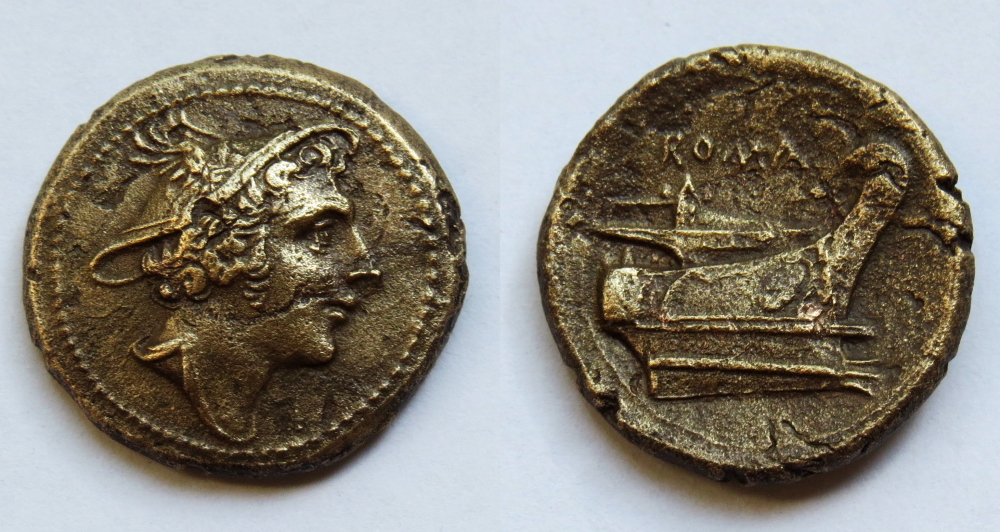
Moneda semiuncia (215-211 aC)

Els estudis arqueològics fets a la ciutat de Pompeia suggereixen que Mercuri era un dels déus més populars entre els romans. La seva imatge apareixia en dues monedes republicanes: la sextant i la semiuncia.

## Sincretisme
Quan els romans van entrar en contacte amb la cultura celta i amb la de les tribus germàniques i van conèixer els seus déus, no els van considerar com a entitats separades dels seus déus sinó com a interpretacions de les mateixes deïtats o manifestacions locals dels seus propis, fet que es coneix com la interpretatio romana. En concret, Mercuri va ser un déu molt estimat entre els territoris conquerits per Juli Cèsar, tant a la Gàlia com a Bretanya, on era reverenciat com l'inventor de totes les arts. Mercuri va ser identificat amb el déu celta Lugus, company de la deessa Rosmerta. Tot i que Lugus podia haver estat en un principi el déu de la llum del sol semblant al déu Apol·lo, la seva importància com a déu protector del comerç va fer que l'equiparessin amb Mercuri, mentre que Apol·lo era equiparat amb el déu celta Belenus.
Els romans també van relacionar Mercuri amb el déu germànic  Wotan, l'historiador del segle i Tàcit el va identificar com a déu principal dels germànics.
En els territoris celtes, Mercuri era representat de vegades amb tres cares. A Tongeren (Bèlgica) es va trobar una estàtua de Mercuri amb tres fal·lus, dos d'ells sortint del seu cap, on hauria d'estar el nas. Això es podria explicar per la creença que el 3 és un nombre màgic i, per tant, estàtues d'aquesta mena portaven bona sort, gràcia sexual i fertilitat. Els romans també feien servir petites estatuetes portàtils, probablement continuant la tradició grega dels herma.

## Noms i epítets

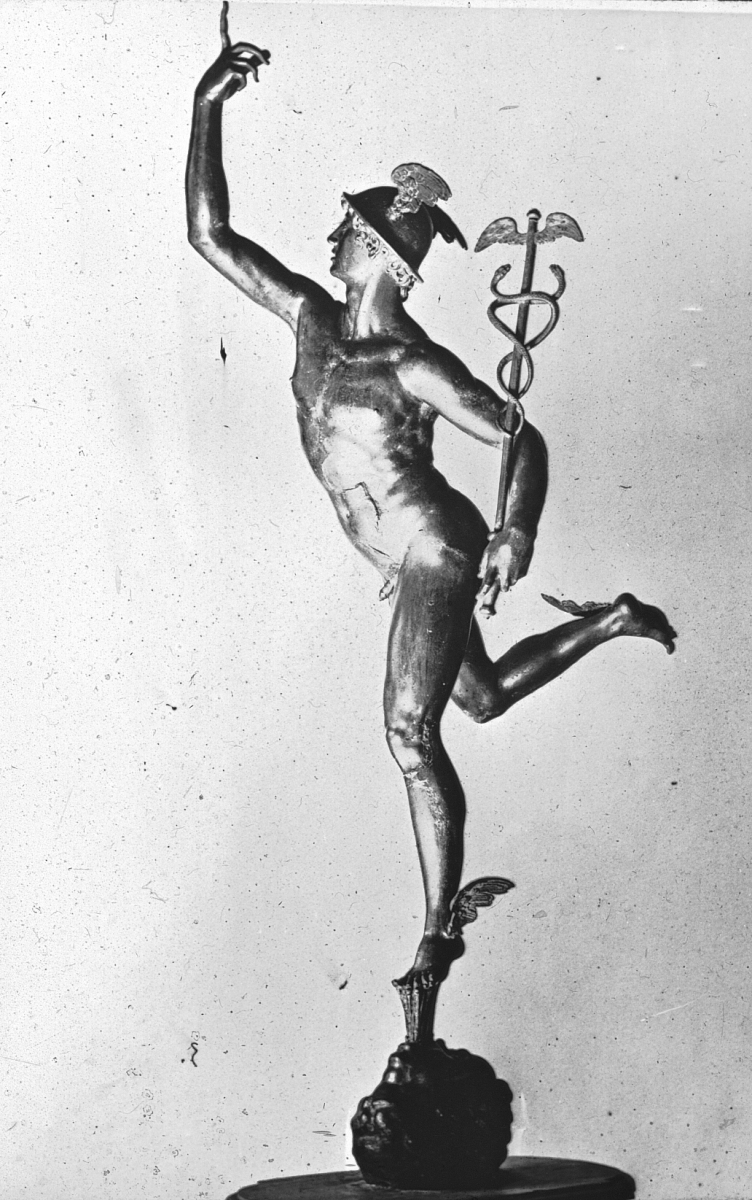
Mercuri, obra de G. Bologne.

Mercuri era conegut entre els romans com Mercurius, però també apareix amb altres noms en els escrits més antics: Merqurius, Mirqurios o Mircurios. Hi havia una sèrie d'epítets relacionats amb ell per a descriure les seves funcions o l'associació amb altres déus. Els més significatius eren els següents:
- Mercurius Artaios, una combinació de Mercuri amb el déu celta Artaios, un déu relacionat amb la cacera d'ossos, adorat a Beaucroissant (França).[8]
- Mercurius Arvernus, una combinació amb el déu celta Arvernus, que era venerat a Renània, possiblement com una deïtat pròpia de la tribu dels arverns, malgrat no haver-se'n trobat dedicatòries a aquest déu en la regió d'Alvèrnia al centre de França.[8]
- Mercurius Cissonius, una combinació amb el déu celta Cissonius, el culte del qual s'estenia des de la ciutat de Colònia (Alemanya) fins a Saintes (França).[8]
- Mercurius Esibraeus, una combinació amb el déu íber Esibraeus què, només és esmentat en una inscripció a Medelim (Portugal) i és possible que es tracti de la mateixa deïtat coneguda com a Banda Isibraiegus, la qual apareix en una inscripció de la ciutat veïna de Bemposta.[9]
- Mercurius Gebrinius, una combinació amb el déu Gebrinius, conegut per una inscripció trobada en un altar a Bonn (Alemanya).[8]
- Mercurius Moccus, del déu celta Moccus, relacionat amb Mercuri en una inscripció a Langres (França). El seu nom, que vol dir 'porc', fa pensar que devia ser un déu invocat pels caçadors de porcs senglars.[8]
- Mercurius Visucius, una combinació amb el déu celta Visucius, conegut per una inscripció a Stuttgart (Alemanya). Visucius era venerat en la zona fronterera entre la Gàlia i la Germània. Tot i que en un principi va estar associat a Mercuri, de vegades se'l va relacionar amb el déu Mart, com així ho testimonia una inscripció que diu "Mars Visucius".[8][10]

## Mercuri i Cloris
Vulcà, espòs de la deessa Venus, estava gelós de la relació que ella tenia amb Mart, per tal d'enxampar-los va forjar una xarxa irrompible. Aquesta xarxa la va robar Mercuri per atrapar la nimfa Cloris de la qual s'havia enamorat. Cloris volava a la sortida del sol escampant, Mercuri va estar a l'aguait durant uns dies esperant trobar-se-la fins que li va llançar la xarxa i la va capturar quan passava per damunt d'un riu a Etiòpia. Llavors va deixar la xarxa al temple d'Anubis a Canosto.

La mateixa xarxa apareix en un relat de Ludovico Ariosto "Orland Furiós" robada 3000 anys més tard per un personatge anomenat Caligorant.

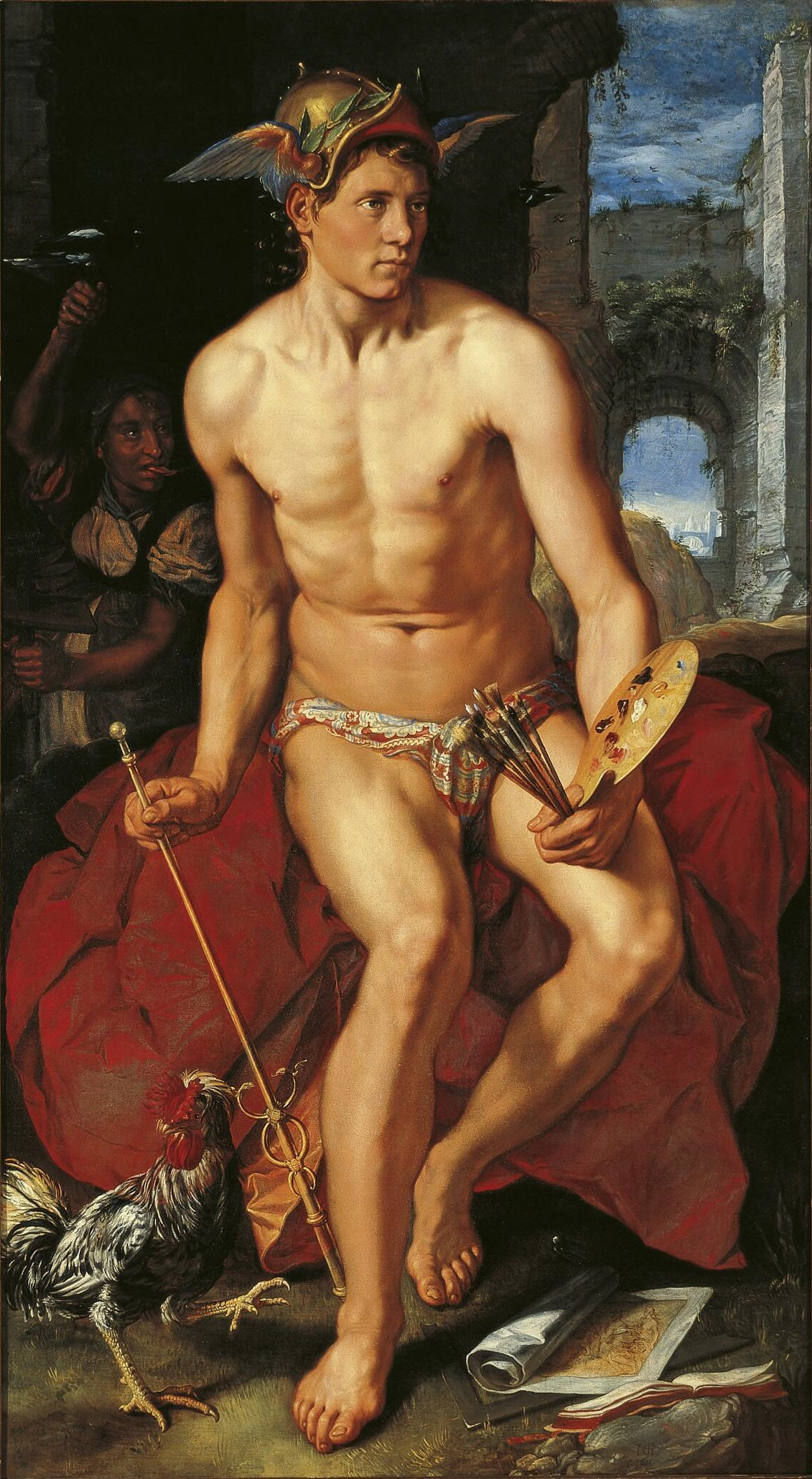
Mercuri i els seus símbols, pintura de Hendrik Goltzius

## Mercuri i Larunda
Segons una llegenda Júpiter va castigar la nimfa Larunda per haver revelat els seus amors amb Juturna, li va tallar la llengua i va encomanar a Mercuri que la portés a l'inframón. Mercuri, anant de camí, va tenir-hi relacions sexuals, de les quals van néixer els lars, uns déus invisibles de les cases.

## Mercuri a l'Eneida
Tot i no ser un dels déus originaris de Roma, el poeta Virgili va fer sortir Mercuri a l'Eneida, encarregat de recordar-li a Enees, el supervivent de Troia, que havia de fundar una ciutat a Itàlia i s'estava desviant del seu destí, entretingut a la cort de la reina Dido a Cartago.

## El temple de Mercuri
El temple de Mercuri a Roma estava situat al Circ Màxim, entre els turons de l'Aventí i el Palatí. Va ser construït el 495. Aquell any van haver disturbis a la ciutat entre els plebeus que va portar a una secessió. En acabar-se les obres va sorgir una disputa entre els cònsols Appi Claudi Sabí Regil·lense I i Publi Servili Prisc sobre qui d'ells havia de presidir la inauguració. El senat va traslladar la decisió a les assemblees populars i també va decretar que qui sortís escollit tindria deures afegits, com ara presidir els mercats, establir un gremi de mercaders i exercir les funcions de pontífex màxim. La gent, a causa de la insessant discòrdia que havia sorgit entre tots dos cònsols, van preferir triar un militar retirat anomenat Marcus Laetorius. El senat i els cònsols es van sentir molt ofesos per la decisió popular.
Finalment la inauguració va ser el 15 de maig del 495.

## Culte
Com que no era una de les primitives deïtats dels temps de la monarquia, tampoc va tenir un sacerdot exclusiu ("flamen"), però si que va tenir un festival en el seu honor cada 15 de maig anomenat Mercuralia. Durant aquesta celebració els mercaders s'esquitxaven els caps amb aigua de la font sagrada de la Porta Capena.